# Lista de bandeiras nigerianas
Esta é uma lista de bandeiras usadas na Nigéria.

## Bandeira nacional
| Bandeira | Data  | Uso                 | Descrição                                              |
| -------- | ----- | ------------------- | ------------------------------------------------------ |
|          | 1960- | Bandeira da Nigéria | Uma tribanda bicolor vertical de verde, branco e verde |

## Bandeiras governamentais
| Bandeira | Data | Uso                | Descrição                                                                                |
| -------- | ---- | ------------------ | ---------------------------------------------------------------------------------------- |
|          |      | Bandeira do estado | Uma tribanda bicolor vertical de verde, branco e verde; carregada com o brasão no centro |
|          |      | Bandeira mercante  | Um campo vermelho com a bandeira nacional, no cantão                                     |
|          |      | Alferes do estado  | Um campo azul com a bandeira nacional, no cantão                                         |

## Bandeiras presidenciais
| Bandeira | Data | Uso                                                             | Descrição |
| -------- | ---- | --------------------------------------------------------------- | --------- |
|          |      | Bandeira do presidente da Nigéria                               |           |
|          |      | Bandeira do presidente como comandante-chefe das forças armadas |           |

## Bandeiras militares
| Bandeira | Data  | Uso                                      | Descrição                                                                                      |
| -------- | ----- | ---------------------------------------- | ---------------------------------------------------------------------------------------------- |
|          |       | Bandeira das Forças de Defesa da Nigéria |                                                                                                |
|          | 1998– | Alferes naval                            | Um campo branco com a bandeira nacional do cantão, com o selo naval na braguilha.              |
|          |       | Alferes da força aérea                   | Um campo azul-celeste com a bandeira nacional do cantão, com o emblema da força aérea no alto. |
|          |       | Bandeira do Exército Nigeriano           |                                                                                                |

## Bandeiras subnacionais
| Bandeira | Estado                      | Estado                        | Adotado | Descrição            |
| -------- | --------------------------- | ----------------------------- | ------- | -------------------- |
|          | Abia !                      | Abia                          |         | [ 1 ]                |
|          | Adamawa !                   | Adamawa                       |         |                      |
|          | Akwa Ibom !                 | Akwa Ibom                     |         | [ 2 ] [ 3 ]          |
|          | Anambra !                   | Anambra                       |         | [ 4 ]                |
|          | Bauchi !                    | Bauchi                        |         |                      |
|          | Bayelsa !                   | Bayelsa                       |         | [ 5 ]                |
|          | Benue !                     | Benue                         |         | [ 5 ]                |
|          | Borno !                     | Borno                         |         | [ 6 ]                |
|          | Cross River !               | Rio Cross                     |         | [ 7 ]                |
|          | Delta !                     | Delta                         |         | [ 8 ] [ 9 ] [ 10 ]   |
|          | Ebonyi !                    | Ebonyi                        |         | [ 11 ]               |
|          | Edo !                       | Edo                           |         | [ 12 ]               |
|          | Ekiti !                     | Equiti                        |         |                      |
|          | Enugu !                     | Enugu                         |         | [ 13 ]               |
|          | Gombe !                     | Gombe                         |         |                      |
|          | Imo !                       | Imo                           |         |                      |
|          | Jigawa !                    | Jigawa                        |         |                      |
|          | Kaduna !                    | Kaduna                        |         | [ 2 ]                |
|          | Kano !                      | Cano                          |         | [ 13 ]               |
|          | Katsina !                   | Catsina                       |         |                      |
|          | Kebbi !                     | Kebbi                         |         |                      |
|          | Kogi !                      | Kogi                          |         | [ 5 ]                |
|          | Kwara !                     | Kwara                         |         |                      |
|          | Lagos !                     | Lagos                         |         | [ 14 ] [ 15 ] [ 16 ] |
|          | Nasarawa !                  | Nasaraua                      |         | [ 17 ]               |
|          | Niger !                     | Níger                         |         | [ 18 ]               |
|          | Ogun !                      | Ogum                          |         | [ 19 ] [ 20 ]        |
|          | Ondo !                      | Ondô                          |         | [ 21 ]               |
|          | Osun !                      | Oxum                          |         |                      |
|          | Oyo !                       | Oió                           |         | [ 22 ] [ 23 ]        |
|          | Plateau !                   | Plateau                       |         |                      |
|          | Rivers !                    | Rios                          |         | [ 24 ]               |
|          | Sokoto !                    | Socoto                        |         | [ 25 ]               |
|          | Taraba !                    | Taraba                        |         | [ 26 ]               |
|          | Yobe !                      | Yobe                          |         |                      |
|          | Zamfara !                   | Zanfara                       |         |                      |
|          | Federal Capital Territory ! | Território da Capital Federal |         | [ 27 ] [ 28 ]        |

## Bandeiras históricas
| Bandeira | Data      | Uso                                                                              | Descrição |
| -------- | --------- | -------------------------------------------------------------------------------- | --- |
|          | 700–1380  | Bandeira do Império de Canem                                                     | Um campo branco com uma palmeira verde no centro. |
|          | 1380–1893 | Bandeira do Império Bornu                                                        | Um campo castanho com uma lua crescente branca no centro. |
|          | 1640–1902 | Bandeira do Confederação Aro                                                     | Um fundo preto com uma espada e uma arma com um pássaro no topo com a palavra "OMU" e "ARO-CHUKWU na parte inferior da bandeira.À direita e à esquerda estão duas coroas e, no meio, duas mãos parecem estar a negociar alguma coisa. |
|          | 1897      | Uma bandeira que foi capturado pelas forças britânicas do Reino do Benim em 1897 | Um fundo vermelho com um homem com uma espada cortando a cabeça de alguém. |
|          | 1804–1903 | Bandeira do Califado de Socoto                                                   | |
|          | 1887–1888 | Bandeira do Royal Niger Company                                                  | |
|          | 1888–1899 | Bandeira do Royal Niger Company                                                  | |
|          | 1870–1888 | Bandeira da África Ocidental Britânica                                           | |
|          | 1888–1906 | Bandeira da Colónia de Lagos                                                     | |
|          | 1884–1893 | Bandeira do Protectorado da Costa do Níger                                       | |
|          | 1893–1899 | Bandeira do Protectorado da Costa do Níger                                       | |
|          | 1900–1914 | Bandeira do Protectorado do Norte da Nigéria                                     | |
|          | 1900–1914 | Bandeira do Protectorado do Sul da Nigéria                                       | |
|          | 1914–1952 | Bandeira da Nígeria Colonail                                                     | Britânicos da bandeira azul com uma estrela verde de seis pontas descrita como Selo de Salomão, em torno de um Coroa Tudor com a palavra branca "Nigéria" por baixo num disco vermelho.                                               |
|          | 1952-1960 | Bandeira da o Colónia e protectorado da Nigéria                                  | Britânicos bandeira azul com uma estrela verde de seis pontas descrita como Selo de Salomão, em torno de um Coroa Tudor com a palavra branca "Nigéria" por baixo num disco vermelho.                                                  |
|          | 1959      | Proposta original de Aquinqunmi para a bandeira da Nigéria independente          | |
|          | 1960–1998 | Alferes navais                                                                   | Um campo branco com uma cruz vermelha de São Jorge, com a bandeira nacional em Cantão. |
|          | 1963      | Antiga bandeira do Presidente, adoptada em 1963                                  | |